# 片桐薫
片桐 薫（かたぎり かおる、1926年9月28日 - 2010年1月23日）は、日本の政治学者。
愛知県出身。法政大学経済学部中退（放校とする場合もある）。1964年から1972年まで、イタリア労働運動・左翼文化研究のためイタリアに留学した。『産業労働』編集長、フェリトリネット研究所員、中央大学法学部講師、フォーラム90s世話人などを務めた。

## 著作

### 著書
- イタリア民主主義の構造（筑摩書房、1977年）
- イタリア社会主義の可能性（岩波書店、1983年）
- グラムシ（リブロポート、1991年）
- グラムシの世界（勁草書房、1991年）
- グラムシと20世紀の思想家たち（1996年）

### 共著
- 生きているグラムシ（社会評論社、1989年）
- グラムシと現代（御茶の水書房、1988年）
- グラムシと現代世界（社会評論社、1993年）

### 訳書
- 右と左（ノルベルト・ボッビオ）